# Салчета-Формикето-Остерија (Арецо)
Салчета-Формикето-Остерија је насеље у Италији у округу Арецо, региону Тоскана.
Према процени из 2011. у насељу је живело 81 становника. Насеље се налази на надморској висини од 458 м.